# San Juan de Torruella
San Juan de Torruella o de Vilatorrada (en catalán y oficialmente, Sant Joan de Vilatorrada) es un municipio español de la provincia de Barcelona (comunidad autónoma de Cataluña) y de la comarca del Bages.
Está situado a 3 km de Manresa. La altitud de la población es de 230 m s. n. m. y los límites municipales son en el norte con las poblaciones de San Mateo de Bages y Callús, al nordeste con Sampedor; al este con San Fructuoso de Bages, al sureste con Manresa y al oeste con Fonollosa.
San Juan de Torruella bordea el río Cardener y está rodeado por las colinas de Costarrodona y Vilatorrada. 
Atravesando el pueblo, de poniente a levante, está el torrente del Canigó, que nos indica con su curso la colina del Collbaix, de 554 metros, a la cuña de esta colina está el área de ensanchamiento del pueblo, que está calificada urbanísticamente como suelo urbanizable delimitado. 
En 2019 tenía 10 936 habitantes, de los cuales 5490 eran hombres y 5446 mujeres.

## Demografía
San Juan de Torruella cuenta con una población de 11 017 habitantes (INE 2024).
| Gráfica de evolución demográfica de San Juan de Torruella entre 1842 y 2021 |
| |
| Población de derecho según los censos de población del INE. Población de hecho según los censos de población del INE.En este censo se denominaba San Martín de Torruellas, Juncadella y Vilat: 1842. En estos censos se denominaba San Martín de Torruella: 1857, 1860, 1877, 1887, 1897, 1900, 1910, 1920, 1930, 1940, 1950 y 1960. En estos censos se denominaba San Juan de Torruella: 1970 y 1981. |

## Administración
| Periodo   | Nombre                   | Partido       |
| --------- | ------------------------ | ------------- |
| 1979-1983 | Salvador Torras Casas    | PSC           |
| 1983-1987 | Ezequiel Martínez Mulero | PSC           |
| 1987-1991 | Francesc Iglesias Sala   | CiU           |
| 1991-1995 | Ezequiel Martínez Mulero | PSC           |
| 1995-1999 | Ezequiel Martínez Mulero | PSC           |
| 1999-2003 | Ezequiel Martínez Mulero | PSC           |
| 2003-2007 | Ezequiel Martínez Mulero | PSC           |
| 2007-2011 | Ezequiel Martínez Mulero | PSC           |
| 2011-2015 | Gil Ariso Planas         | CiU           |
| 2015-2019 | Gil Ariso Planas         | CDC / PDeCAT  |
| 2019-2023 | Jordi Solernou i Vilalta | Independiente |

### El ayuntamiento
El ayuntamiento está compuesto por 17 concejales escogidos en las últimas elecciones municipales del año 2023. Los resultados de las elecciones dieron la victoria al grupo independiente liderado por el exedil socialista Jordi Solernou (6 concejales), quien asumió la alcaldía gracias a un pacto con Compromís (4 concejales), su socio de gobierno.
La oposición está compuesta por el Partit dels Socialistes de Catalunya (4 concejales), Junts per Catalunya (JxCat) con 2 concejales, y Esquerra Republicana (ERC) con 1 representante.
Los concejales que integran el plenario son:
EQUIPO DE GOBIERNO:
Jordi Solernou (Independiente)
Laura Trench (Independiente)
Mariano Hermosilla (Independiente)
Marc Barons (Independiente)
Montse Jové (Independiente)
Adrià Clotet (Independiente)
Iban Hortal (Compromís)
Núria Valencia (Compromís)
Antonio Dorado (Compromís)
Sílvia Barrios (Compromís)
OPOSICIÓN:
Elia Tortolero (PSC)
Àngel Sáez (PSC)
Antonio Sánchez (PSC)
Roman Montáñez (PSC)
Eduard Mata (JxCat)
Mireia Traveria (JxCAT)
Mar Osete (ERC)

## Ciudadanos destacados
- Ramon Vancell i Trullàs, diputado por el PSC en el Congreso de los Diputados (1982-1989).
- Román Montañez, exjugador de baloncesto.
- Mar Pavón, Escritora de novela infantil.
- Elia Tortolero, Senadora por el PSC en el Senado de España (2019).
- Francesc Iglesias i Sala, diputado en el Parlament de Cataluña por CiU (1995-2005).